# Chris de Vries
Chris de Vries (Vlissingen, 17 juli 1939 – Arnhem, 29 april 2017) was een Nederlandse voetballer die als aanvaller of middenvelder speelde.
Hij begon bij RVV Hillesluis en speelde ook voor RBC, Excelsior en Go Ahead voor hij in 1964 bij Vitesse kwam. In 1971 ging De Vries naar De Graafschap waar hij in 1975 zijn loopbaan beëindigde. Na zijn carrière bleef hij in verschillende rollen betrokken bij zowel Vitesse als De Graafschap.

## Externe link

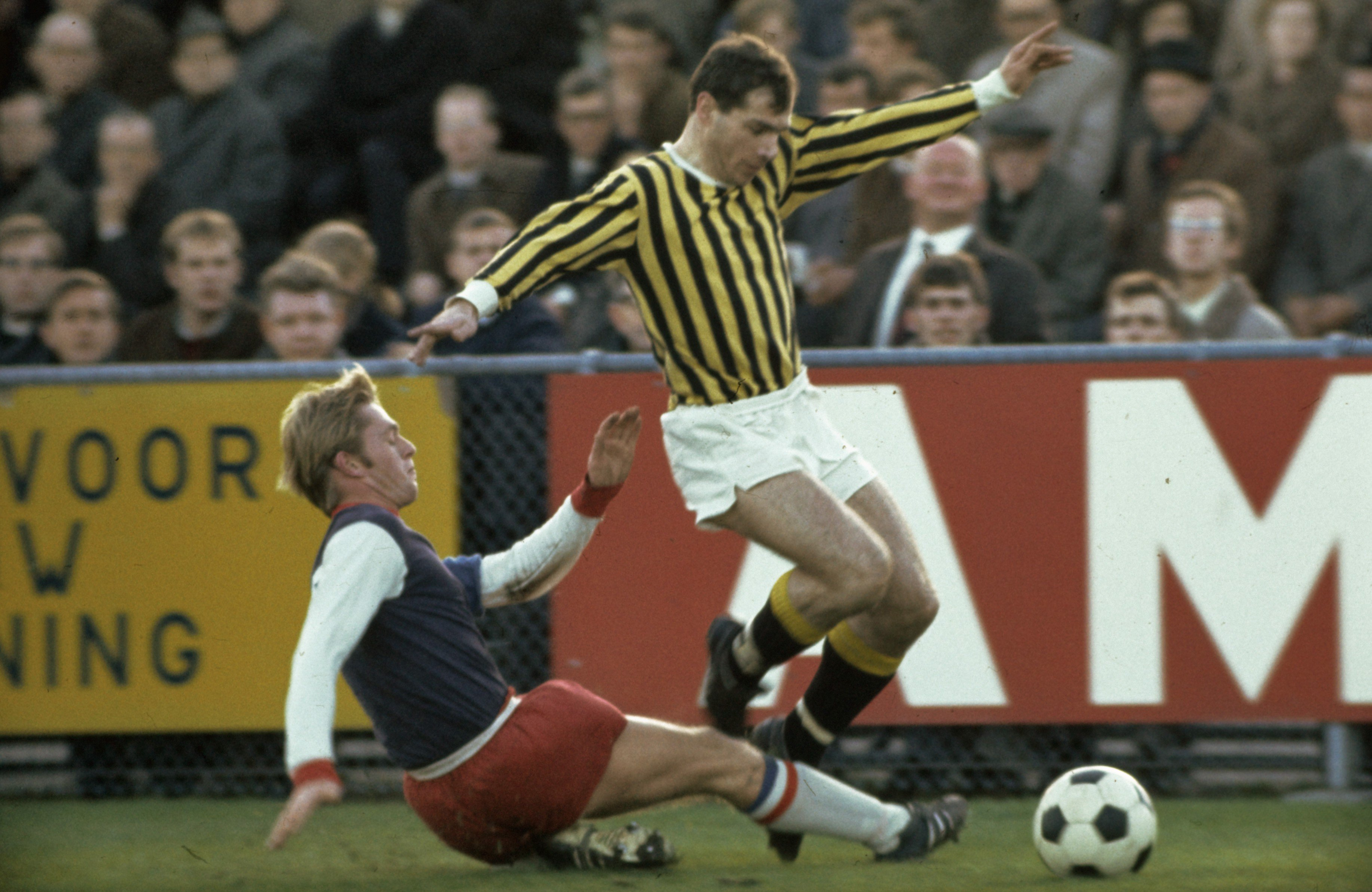
Haarlem tegen Vitesse 2–1 (24 november 1968): Chris de Vries probeert een sliding van een Haarlem-speler te ontwijken.

## Carrièrestatistieken
| Seizoen         | Club            | Land            | Competitie       | Competitie | Competitie | Beker | Beker | Internationaal | Internationaal | Overig | Overig | Totaal | Totaal |
| Seizoen         | Club            | Land            | Competitie       | Wed.       | Dlp.       | Wed.  | Dlp.  | Wed.           | Dlp.           | Wed.   | Dlp.   | Wed.   | Dlp.   |
| --------------- | --------------- | --------------- | ---------------- | ---------- | ---------- | ----- | ----- | -------------- | -------------- | ------ | ------ | ------ | ------ |
| 1960/61         | RBC             | Nederland       | Eerste divisie A | –          | –          | –     | 3     | 0              | 0              | 0      | 0      | –      | –      |
| 1961/62         | RBC             | Nederland       | Eerste divisie B | –          | –          | –     | 0     | 0              | 0              | 0      | 0      | –      | –      |
| 1962/63         | Excelsior       | Nederland       | Eerste divisie   | –          | –          | –     | 1     | 0              | 0              | 0      | 0      | –      | –      |
| 1963/64         | Go Ahead        | Nederland       | Eredivisie       | 18         | 4          | 1     | 0     | 0              | 0              | 0      | 0      | 19     | 4      |
| 1964/65         | Vitesse         | Nederland       | Tweede divisie A | 30         | 10         | 1     | 1     | –              | –              | –      | –      | 31     | 11     |
| 1965/66         | Vitesse         | Nederland       | Tweede divisie A | 28         | 15         | 3     | 1     | –              | –              | –      | –      | 31     | 16     |
| 1966/67         | Vitesse         | Nederland       | Eerste divisie   | 38         | 8          | 1     | 0     | –              | –              | –      | –      | 39     | 8      |
| 1967/68         | Vitesse         | Nederland       | Eerste divisie   | 36         | 8          | 3     | 0     | –              | –              | –      | –      | 39     | 8      |
| 1968/69         | Vitesse         | Nederland       | Eerste divisie   | 33         | 9          | 4     | 1     | –              | –              | –      | –      | 37     | 10     |
| 1969/70         | Vitesse         | Nederland       | Eerste divisie   | 34         | 6          | 2     | 1     | –              | –              | –      | –      | 36     | 7      |
| 1970/71         | Vitesse         | Nederland       | Eerste divisie   | 15         | 1          | 2     | 0     | –              | –              | –      | –      | 17     | 1      |
| 1971/72         | De Graafschap   | Nederland       | Eerste divisie   | –          | 0          | –     | –     | 0              | 0              | 0      | 0      | –      | 0      |
| 1972/73         | De Graafschap   | Nederland       | Eerste divisie   | –          | 6          | 1     | 0     | 0              | 0              | –      | 1      | –      | 6      |
| 1973/74         | De Graafschap   | Nederland       | Eredivisie       | –          | 2          | 0     | 0     | 0              | 0              | 0      | 0      | –      | 2      |
| 1974/75         | De Graafschap   | Nederland       | Eredivisie       | –          | 0          | 0     | 0     | 0              | 0              | 0      | 0      | –      | 0      |
| Carrière totaal | Carrière totaal | Carrière totaal | Carrière totaal  | –          | –          | –     | 8     | 0              | 0              | 0      | 0      | –      | –      |

## Erelijst
Vitesse
| Nationaal      |    |         |
| Tweede divisie | 1x | 1965/66 |